# Alpro

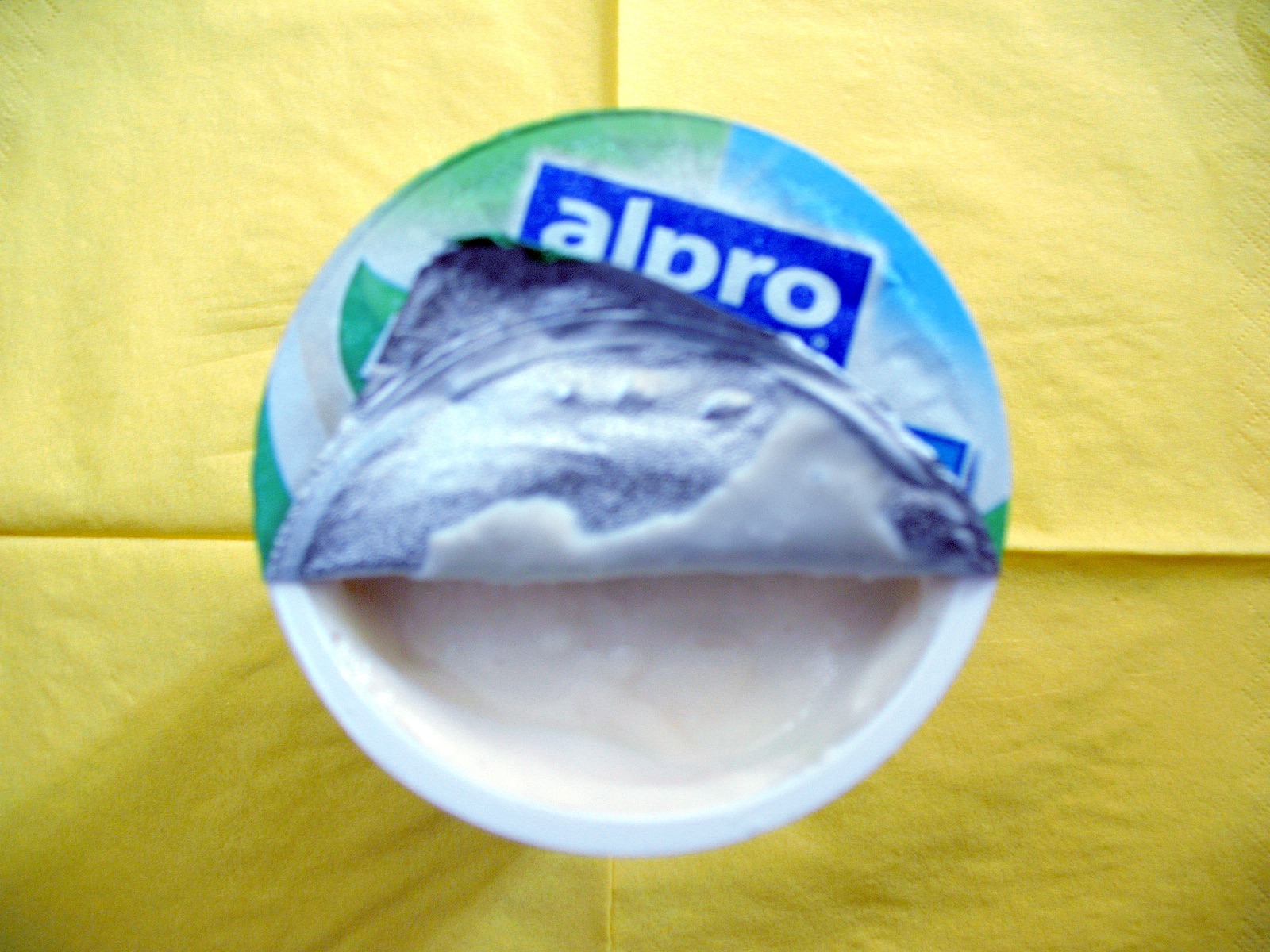
Iogurt Alpro Soya

Alpro és una companyia europea que comercialitza productes basats en soia no modificada genèticament, orgànica i no orgànica.
Va ser fundada en 1980, com una banca del Vandemoortele Group. La companya te base a Bèlgica, però s'ha anat expandint cap a l'oest d'Europa, el que ha significat noves plantes o fusions. Ta companya va construir una nova planta de llet de soia a Kettering en 2000.
La companya distribueix una sèrie de productes vegetarians / vegans basats en la soia sota dos diferents branques, Alpro Soya i Provamel.
Exemples dels seus productes inclouen llet, iogurts i postres basats en la soia.
Recentment, la llet de soia Alpro va ser puntuada com una de les millors, quan va ser avaluada per la prestigiosa Stiftung Warentest alemanya.